# 沈棟

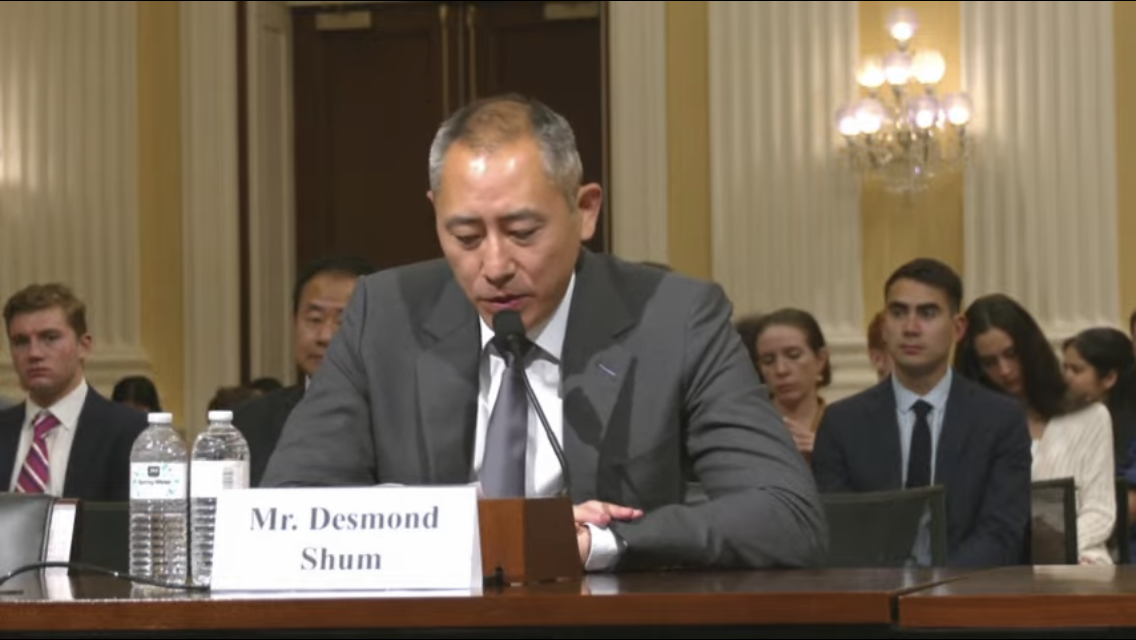
沈栋在美国国会作证

沈栋（英語：Desmond Shum，1968年—），中国商人，现居英国，前北京市政協委员，清華大學名誉校董，《红色賭盘》（Red Roulette）作者。沈栋的前妻是有温家宝家族白手套之称的中国女富豪段伟红。

## 生平
沈栋生于上海， 1978年随家人移居香港，毕业于皇仁书院，后获得美国威斯康辛大學麥迪遜分校財務和會計學士學位，西北大學和香港科技大學联合EMBA项目學位。
1995年，沈栋回到中国大陸经商。
2001年，沈栋结识段伟红，两人成为商业伙伴，并在2004年结婚。他们兴建了北京宝格丽酒店、北京国际机场航空货运物流中心等项目。
2015年，沈栋与段伟红离婚，携子赴英国定居。
2017年，段伟红在北京“被消失”。翌年，沈栋开始写作回忆录《红色賭盘》，他称部分原因是因为儿子渐长，开始上网搜索母亲名字，他希望让儿子知道发生了什么。
2019年6月，沈栋飞赴香港参加反送中游行。
2021年9月，《红色賭盘》出版前夕，沈栋接到“被消失”四年的段伟红来电，要挟他不要出版。沈栋认为段伟红是在被控制下提出这个要求，仍决定出版。
2023年7月，沈栋赴华盛顿出席众议院美中战略竞争特设委员会听证会，针对美国企业在中国大陸经营面临的风险分享在中国大陸经商的经验。

## 著作

### 《红色赌盘》
在《红色賭盘》（由潘文捉刀）中，沈栋讲述了他在中国经商时的经历，涉及大量中國高层的权钱交易、中國共產黨的腐敗以及中国政治势力对私营企业的影响。
沈栋提到了他和前妻段伟红与温家宝及其夫人张培莉、王岐山、孙政才、李培英等人的关系。他称段伟红与张培莉的互利关系使双方积累了数十亿美元的财富，但在习近平巩固权力和大举党内反腐后，沈栋的妻子段伟红也被中国大陸的安全机关扣押。
沈栋提到了自己做了十年的中国人民政治协商会议委員，并承认在2014年参加了反對香港雨伞运动的游行，但在2019年转而支持香港。
沈栋表示該書的靈感來自於阿斯彭研究所研究員比尔·布劳德的著作《红色通缉令》（Red Notice）一書。

## 家庭
沈栋的第一任妻子是中国女富豪段伟红，两人育有一子Ariston，现为美国公民。沈栋的现任伴侣是孙慈（Ci Sun)。